# ポトマック軍 (南軍)
南北戦争中の南軍ポトマック軍（ポトマックぐん、Army of the Potomac）は、戦争初期に短期間存在した軍である。P・G・T・ボーリガード准将を軍司令官として、南北戦争最初の大規模野戦である第一次ブルランの戦いに勝利した。その後、シェナンドー軍と統合され、シェナンドー軍司令官だったジョセフ・ジョンストン少将がポトマック軍司令官に就任した。1862年3月14日、ポトマック軍は北バージニア軍に名称変更され、ボーリガード隷下の部隊は第1軍団となった。

## 歴史
ポトマック軍は、1861年の4月から7月にかけて北東バージニア防衛のために派遣された部隊を統合して結成された。バージニア州のポトマック川沿いの防衛は、フィリップ・クック（Philip St. George Cocke）准将が担当することとなり、該当地域の民兵中隊も南軍の下に結集された。アラバマ州、ジョージア州、ルイジアナ州、ミシシッピ州及びサウスカロライナ州の大隊もバージニアに到着し、クックの指揮下に入った。5月21日、クックに代わってミレッジ・ボナム（Milledge L. Bonham）准将が司令官となったが、10日後にはP・G・T・ボーリガード准将に交替した。ボーリガードは軍を6個の旅団（クックとボナムは旅団長となった）に分割し、鉄道の中心地であるマナサス・ジャンクションの防衛のためブルラン・クリークの南岸に集中させた。その後の数週間に数個大隊が到着し、第7旅団が組織されテオフィラス・ホームズ（Theophilus H. Holmes）が旅団長となった。
軍司令官に就任して最初の数週間に、ボーリガードはアメリカ連合国大統領であるジェファーソン・デイヴィスに対して、北バージニアの北軍に対する攻勢計画をいくつか提示した。多くはジョセフ・ジョンストンのシェナンドー軍との共同作戦を必要とするものであったが、デイヴィスもまた彼の軍事補佐官で合ったロバート・E・リーも、これらの計画は現実的でないとして採用しなかった。7月18日、北軍アービン・マクドウェルの北東バージニア軍管区の部隊が、ボーリガードの防衛戦から数マイルにまで迫ったため、アメリカ連合国陸軍省はジョンストンに彼の部隊をボーリガードの支援に向かわせるよう命令した。彼の部隊は鉄道を使って、その後の数日間で到着した。ジョンストンの方が階級が上だったため、南軍全体の指揮はジョンストンが採ることとなった。ボーリガードはブルラン・クリークを渡河して北軍の左翼を攻撃する計画を立て、ジョンストンにこれを承認させた。ボーリガードの方が付近の地形に詳しかったため、ジョンストンはボーリガードに指揮を委ねた。
1861年7月21日に発生した第一次ブルランの戦いでは、シェナンドー軍からの2個旅団で強化されていたネーサン・エバンス（Nathan George Evans）大佐の旅団が、マシューズヒルで戦いの口火を切った。戦闘の中心がヘンリーハウスヒルに移動すると、クックとジュバル・アーリーの旅団およびボナムの旅団から派遣された部隊は、シェナンドー軍の残りの2個旅団と共に、南軍左翼へ移動した。午後4時頃に実施された、北軍右翼側面に対するアーリー旅団の攻撃は、北軍を戦場から追い出すことに役立った。ポトマック軍の損害はシェナンドー軍よりは少なかったが、部隊によっては20％の損害を出した。
ボーリガード隷下の旅団は、彼が北軍左翼への攻撃を依然として望んでいたため、まだ4個旅団が南軍右翼に残っていた。しかしながら、相矛盾する混乱した命令（一部は該当部隊に届かなかった）のため、攻撃は実行に移されなかった。右翼に留まっていた部隊は、戦闘には全く加わらなかったが、小規模の戦闘を実施しただけであった。デイビッド・ジョーンズ（David Rumph Jones）とジェイムズ・ロングストリートの旅団はブルラン・クリークを渡っての組織的追撃を試みたが、ジョーンズが小さな戦闘を行った後に、北軍の砲兵隊に撃退された。両旅団共に再びブルランに戻った。
戦いの後、ポトマック軍とシェナンドー軍は統合されたが、ポトマック軍の名前は引き継がれた。ジョンストンが軍司令官となり、ボーリガードは当初副司令官に就任したが、すぐに西部戦線に転出した。ワシントンにあった北軍ポトマック軍の監視のために、軍隷下の部隊は北バージニアに広がって配備され、ボールズブラフの戦いを含む、いくつかの小さな戦闘に参加した。1862年春、ジョンストンのポトマック軍はリッチモンド付近に移動し、バージニア半島軍とノーフォークの守備部隊もポトマック軍に吸収された。半島方面作戦が開始されると、軍の名称は正式に北バージニア軍に変更されたが、ジョンストンは負傷により軍司令官を退くまで、ポトマック軍の名前を使い続けた。

## 第一次ブルランの戦いの戦闘序列
総司令官：ジョセフ・ジョンストン少将
| 軍                                        | 旅団                                                                | 連隊・その他                                                                        |
| ----------------------------------------- | ------------------------------------------------------------------- | ----------------------------------------------------------------------------------- |
| ポトマック軍 P・G・T・ボーリガード准将    | 司令部護衛                                                          | - 1個騎兵中隊                                                                       |
| ポトマック軍 P・G・T・ボーリガード准将    | 第1旅団 Milledge Luke Bonham准将                                    | - 6個歩兵連隊 - 2個騎兵大隊・2個騎兵中隊 - 1個軽野砲中隊・1個榴弾砲小隊             |
| ポトマック軍 P・G・T・ボーリガード准将    | 第2旅団 リチャード・イーウェル准将                                  | - 3個歩兵連隊 - 1個騎兵大隊 - 1個野砲中隊                                           |
| ポトマック軍 P・G・T・ボーリガード准将    | 第3旅団 David Rumph Jones准将                                       | - 3個歩兵連隊 - 1個騎兵大隊 - 1個野砲中隊                                           |
| ポトマック軍 P・G・T・ボーリガード准将    | 第4旅団 ジェイムズ・ロングストリート准将                            | - 4個歩兵連隊 - 1個独立騎兵大隊（テキサス・レンジャー） - 1個騎兵大隊 - 1個野砲小隊 |
| ポトマック軍 P・G・T・ボーリガード准将    | 第5旅団 Philip St. George Cocke准将                                 | - 6個歩兵連隊 - 1個騎兵連隊・1個騎兵大隊 - 1個野砲中隊・1個野砲中隊                 |
| ポトマック軍 P・G・T・ボーリガード准将    | 第6旅団 ジュバル・アーリー准将                                      | - 4個歩兵連隊 - 2個騎兵大隊 - 2個野砲大隊                                           |
| ポトマック軍 P・G・T・ボーリガード准将    | 第7旅団 Nathan George Evans准将                                     | - 2個歩兵連隊 - 2個騎兵大隊 - 1個野砲中隊                                           |
| ポトマック軍 P・G・T・ボーリガード准将    | 予備旅団 Theophilus H. Holmes准将                                   | - 2個歩兵連隊 - 1個野砲中隊                                                         |
| ポトマック軍 P・G・T・ボーリガード准将    | 独立歩兵                                                            | - 1個歩兵連隊                                                                       |
| シェナンドー軍 ジョセフ・ジョンストン少将 | 第1旅団 ストーンウォール・ジャクソン准将                            | - 5個歩兵連隊 - 1個野砲中隊                                                         |
| シェナンドー軍 ジョセフ・ジョンストン少将 | 第2旅団 Francis S. Bartow大佐（負傷） Lucius Jeremiah Gartrell大佐  | - 2個歩兵連隊 - 1個野砲中隊                                                         |
| シェナンドー軍 ジョセフ・ジョンストン少将 | 第3旅団 Barnard Elliott Bee, Jr.准将（戦死） States Rights Gist大佐 | - 4個歩兵連隊 - 1個野砲中隊                                                         |
| シェナンドー軍 ジョセフ・ジョンストン少将 | 第4旅団 エドマンド・カービー・スミス准将（負傷） Arnold Elzey大佐   | - 2個歩兵連隊・1個歩兵大隊 - 1個野砲中隊                                            |
| シェナンドー軍 ジョセフ・ジョンストン少将 | 独立砲兵                                                            | - 1個野砲中隊                                                                       |
| シェナンドー軍 ジョセフ・ジョンストン少将 | 独立騎兵                                                            | - 1個騎兵連隊                                                                       |

## 参考資料
- Davis, William C. Battle at Bull Run: A History of the First Major Campaign of the Civil War. Garden City, New York: Doubleday & Company, Inc., 1977.
- Detzer, David. Donnybrook: The Battle of Bull Run, 1861. New York: Harcourt, Inc., 2004. ISBN 0-15-100889-2.
- Eicher, John H., and Eicher, David J., Civil War High Commands, Stanford University Press, 2001, ISBN 0-8047-3641-3.
- Gottfried, Bradley M. The Maps of First Bull Run: An Atlas of the First Bull Run (Manassas) Campaign, including the Battle of Ball's Bluff, June–October 1861. New York: Savas Beatie, 2009. ISBN 978-1-932714-60-9.
- Sears, Stephen W. To the Gates of Richmond: The Peninsula Campaign. New York: Ticknor & Fields, 1992. ISBN 0-89919-790-6.
- Civil War Home website